# Acanthosaura armata
Acanthosaura armata är en ödleart som beskrevs av  John Edward Gray 1827. Acanthosaura armata ingår i släktet Acanthosaura och familjen agamer. Inga underarter finns listade i Catalogue of Life.